# Jerry garde du corps
Pour plus de détails, voir Fiche technique et Distribution.
Jerry garde du corps (The Bodyguard) est le 15e court métrage d'animation de la série américaine Tom et Jerry réalisé par William Hanna et Joseph Barbera et sorti le 22 juillet 1944.